# اندازه‌گیری و بازبینی
اندازه‌گیری و بازبینی (M&V) اصطلاحی است که به فرایند کمی سازی ذخیره تحویل داده شده توسط یک اقدام برای صرفه جویی در انرژی (ECM) و همچنین زیر بخش صنعت انرژی درگیر با این عمل، گفته می‌شود.
اندازه‌گیری و بازبینی نشان می‌دهد که ECM به جای کل هزینه صرفه جویی شده، از چه میزان تلف شدن انرژی جلوگیری کرده‌است. عوامل دوم می‌توانند تحت تأثیر بسیاری از عوامل مانند قیمت انرژی قرار بگیرند. فرایند اندازه‌گیری و راستی آزمایی، صرفه جویی در انرژی تحویل داده شده توسط ECM را قادر می‌سازد تا جداسازی شده و به‌طور عادلانه مورد ارزیابی قرار بگیرد. پروتکل‌های مختلفی برای اقدامات خوب در اندازه‌گیری و بازبینی وجود دارد، از جمله پروتکل اندازه‌گیری و تأیید عملکرد بین‌المللی (IPMVP)، که اصطلاحات رایج و مراحل اصلی را در اجرای یک فرایند قوی M&V تعریف می‌کند.
بخش کلیدی فرایند M&V، تهیه طرح M&V است که نحوه انجام تجزیه و تحلیل ذخیره قبل از اجرای ECM را تعریف می‌کند. اگر امکان ارزیابی ساده ذخیره وجود نداشته باشد، این درصدی از واقعیت را فراهم می‌کند.